# ولید فرید اسماعیل
ولید فرید اسماعیل (عربی: وليد فريد إسماعيل؛ زادهٔ ۲۳ فوریهٔ ۱۹۶۸) ورزشکار هنرهای رزمی ترکیبی برزیلی-لبنانی است. وی بین سال‌های ۱۹۹۱ تا ۲۰۰۲ میلادی فعالیت می‌کرد.